# Освіта в Хорватії

## Освіта в Хорватії
Обов'язкова восьмирічна базова освіта в Республіці Хорватія. Більшість шкіл Хорватії — державні. Базова школа включає в себе два ступені: перший ступінь — чотирирічна, де навчання веде тільки один викладач, і другий ступінь — теж чотирирічна, але з викладанням різних предметів різними вчителями. По закінченні початкової школи близько 94 % учнів продовжують навчатися в 4-річних загальноосвітніх, гуманітарних, чотири - або трирічних торгових училищах, середніх професійно-технічних школах або школах мистецтв. В цілому 97 % дорослого населення країни навчені грамоті (вміють читати і писати).

## Державні університети
У Хорватії на даний момент діє п'ять державних університетів — в Загребі, Задарі, Спліті, Осієку і Рієці.
Всього в університетах близько 80 факультетів, 5 академій мистецтв, 7 політехнічних вузів, 6 установ вищої професійної освіти, Педагогічна академія, 8 педагогічних інститутів. Філії університетів розташовані в багатьох містах країни (Крижевце, Чаковце, Карловцях, Дубровнику, Петрині, Пожегу, Шибениці). Професорсько-викладацький склад університетів налічує близько 2300 осіб. Загальне число студентів близько 92 тис., причому 58% із них навчається у Загребі.